# See You Soon or See You Sometime
See You Soon or See You Sometime ist ein Jazzalbum des Martin Archer Trio. Die am 26. August 2021 in Sheffield entstandenen Aufnahmen erschienen am 3. März 2022 auf Discus Music.

## Hintergrund
Der aus Sheffield stammende Martin Archer ist ein Multiinstrumentalist, der vor allem für seine Arbeit als Saxophonist bekannt ist, notierte Ian Mann. Er ist auch Inhaber von Discus Music, dem in Sheffield ansässigen Label, das sich in Großbritannien und darüber hinaus für improvisierte und experimentelle Musik einsetze. 
Martin Archer (Tenor- und Sopraninosaxophon, Saxello) nahm das Album im Trio mit Michael Bardon (Kontrabass, Cello) und Walt Shaw (Schlagzeug, Perkussion) auf. Archer erklärt seine Absichten für das Album wie folgt:
„Ich wollte schon seit vielen Jahren eine Trio-Aufnahme machen – diese einfachste und doch anspruchsvollste Konfiguration für jeden Saxophonisten –, konnte mich aber nicht entscheiden, wer die anderen Spieler sein sollten. Erst als ich Michael [Bardon]s Solowerk hörte, wurde mir klar, dass seine Herangehensweise an den Bass, kombiniert mit Walt [Shaw]s texturiertem Spiel, die Grundlage bilden würde, nach der ich suchte. Ich wollte einen Trio-Sound, bei dem das Saxophon die Musik von innen bewohnen kann – im Gegensatz dazu, in der Rolle des Solistenhelden vorneweg zu reiten. Ich habe mich jedoch entschieden, hauptsächlich Tenorsaxophon zu spielen (gelegentlich ergänzt durch Sopranino und Saxello), um den Kontrast zwischen jazzigeren Bläserlinien und dem abstrakteren Spiel der anderen Instrumente zu maximieren. Wie auch immer, abgesehen vom großartigen Konzept, als wir uns trafen, spielten wir einfach den ganzen Tag, wobei wir einige einfache notierte und graphische Partituren verwendeten, plus einige Ideen, die vor Ort entstanden waren. Wir hoffen, Sie genießen die resultierenden Sounds. Wie immer, wenn ich in diesem Stil spiele, sind der Blues und die Innovationen der AACM-Musik nie zu weit entfernt.“

## Titelliste
- Martin Archer Trio: See You Soon or See You Sometime (Discus 127CD)[3]

1. Rotten Star 8:30
2. Evabje (Walt Shaw) 10:54
3. See You Soon or See You Sometime 15:29
4. Walt Blues (Archer, Bardon) 5:01
5. Chime Scene 5:28
6. Improvisation in Traditional Form (Archer, Bardon, Shaw) 11:20

Wenn nicht anders vermerkt, stammen die Kompositionen von Martin Archer.

## Rezeption
Von Sonny Rollins, Albert Ayler, Ornette Coleman bis hin zu Evan Parker und Steve Lacy habe die Trio-Besetzung klassische Aufnahmen produziert, schrieb Steve Day in den Liner Notes. Dieses Album trage das Gewicht der Geschichte. Kritisch würden sich Martin Archer/Michael Bardon/Walt Shaw der Herausforderung stellen. Wer beim letzten Track, „Improvisation in Traditional Form“, ankomme, werde ein großartiges, spontanes Elegie-Stück hören, das all die oben erwähnten „Improvisationsmeister“ aufwühle und genügend Raum schaffe, um eigene, deutlich idiomatische Formen zu bilden.
Es sei von einer gewissen Ironie, dass vollständig improvisierte Musik, die ursprünglich dazu gedacht war, Musikern maximale Freiheit zu gewähren, manchmal idiomatisch werden kann, meinte Ian Mann (The Jazz Mann), eine Tatsache, die Archer nicht entgehe, der dem abschließenden Stück des Albums den Titel „Improvisation in Traditional Form“ verleiht. Tatsächlich sei der Erzählbogen von „Improvisation in Traditional Form“ weniger vorhersehbar, als der Titel vermuten lasse, und das gelte auch für das Album als Ganzes. In der Tat sei dies eine „Free Jazz“-Aufnahme und daher nicht jedermanns Geschmack, aber es sei ein gutes Beispiel für das Genre, bei dem Archer, Bardon und Shaw eine bewundernswert breite Palette von Sounds und Stilen innerhalb des Saxophon-Trio-Formats ausbreiten würden.
Das Sheffielder Trio vereine jazziges Saxophon mit abstrakten Hintergründen in einem Repertoire, das von bluesigem Funk bis zu Free Jazz reiche, schrieb Barry Witherden im Jazz Journal. Martin Archer habe gesagt, er hätte das Tenorsaxophon als Hauptinstrument gewählt, um „einen Kontrast zwischen jazzigeren Bläserlinien und dem abstrakteren Spiel der anderen Instrumente zu schaffen“. Dies gelte insbesondere für den langen, episodisch abwechslungsreichen und manchmal fieberhaften Titeltrack und einige Passagen in der fesselnden „Improvisation in Traditional Form“, obwohl das Trio auch hier als ausgewogene und integrierte Einheit sehr wirkungsvoll agiere.